# Jäsys och Retujärvi
Jäsys och Retujärvi eller Jäsysjärvi är en sjö i Finland. Den ligger i kommunen Joensuu i landskapet Norra Karelen, i den sydöstra delen av landet, 400 km nordost om huvudstaden Helsingfors. Jäsys och Retujärvi ligger 93,9 meter över havet. I omgivningarna runt Jäsys och Retujärvi växer i huvudsak barrskog. Den är 10,62 meter djup. Arean är 15,37 kvadratkilometer och strandlinjen är 54,68 kilometer lång. Sjön  ingår i Vuoksens huvudavrinningsområde. 